# Филппула, Валттери
Ва́лттери Фи́лппула (фин. Valtteri Filppula; род. 20 марта 1984, Вантаа, Уусимаа) — финский хоккеист, нападающий. Обладатель Кубка Стэнли 2008 года в составе «Детройт Ред Уингз», олимпийский чемпион 2022 года и бронзовый призёр Олимпийских игр 2010 года, чемпион мира 2022 года в составе сборной Финляндии. Первый финский хоккеист, вошедший в символический «Тройной золотой клуб».

## Карьера
Первым профессиональным клубом в карьере нападающего стал «Йокерит». В 2002 году Валттери попал на драфт НХЛ, где под общим 95-м номером его выбрал «Детройт Ред Уингз». Тем же летом финн отправился в Северную Америку.
Был капитаном юниорской сборной Финляндии своего возраста, а в 2004 году вместе с молодёжной командой завоевал бронзовые медали на домашнем чемпионате мира.
Практически весь сезон 2005/2006 Филппула провел в фармклубе «Ред Уингз» — «Гранд-Рапидс Гриффинс». Но он всё же успел дебютировать в НХЛ 15 декабря 2005 года в матче с «Флоридой», проведя в первом сезоне в общей сложности 4 матча и отметившись результативной передачей. Он стал первым финским игроком в истории «Детройт Ред Уингз».

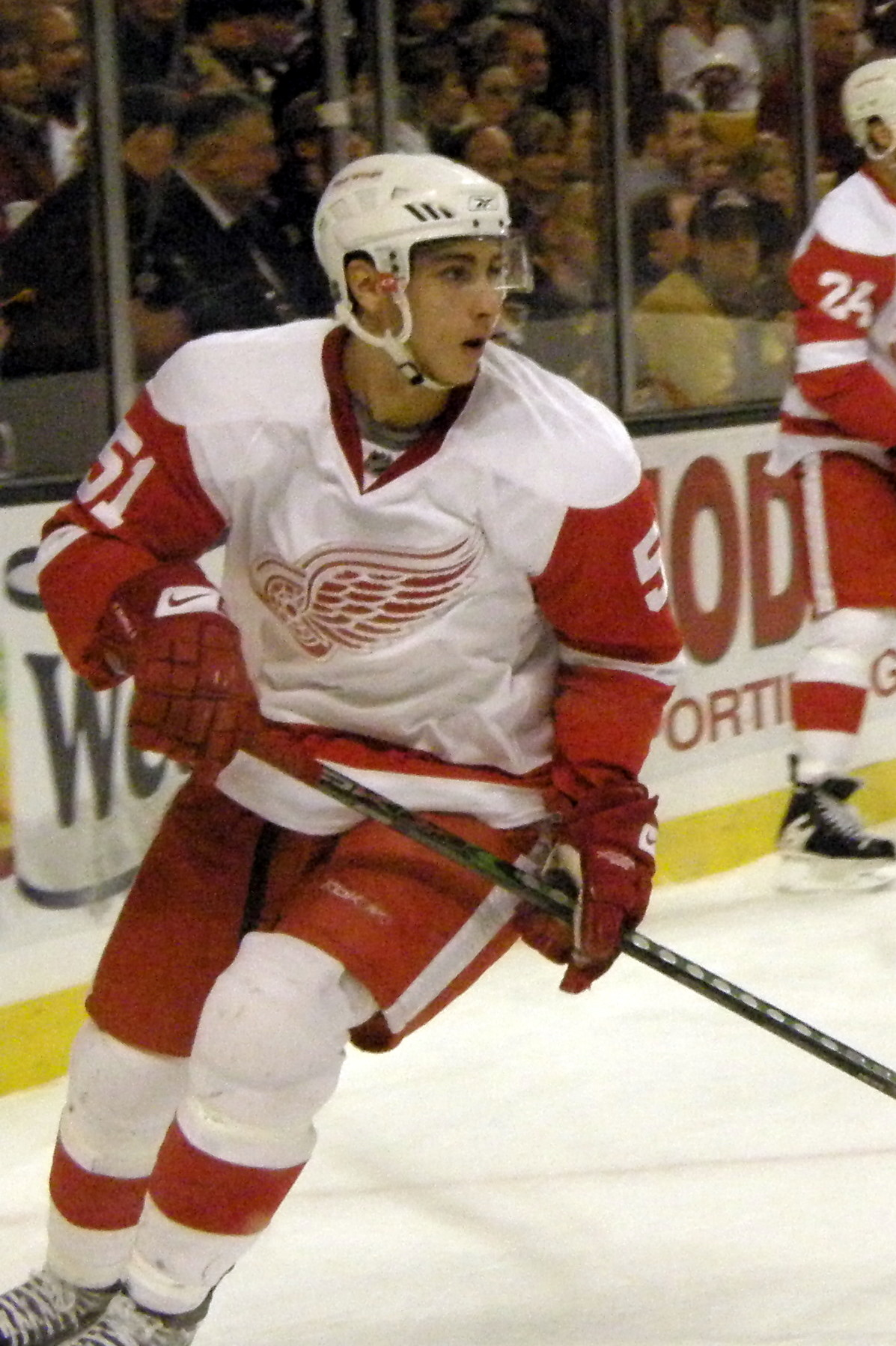
В 2008 году в составе «Ред Уингз»

В следующем сезоне финн смог завоевать место в основном составе команды. А в 2008 году вместе с «Детройт Ред Уингз» Филппула выиграл Кубок Стэнли. По ходу плей-офф форвард провёл 22 матча и набрал 11 (5+6) очков.
Филппула выступал на Олимпиаде в Ванкувере и вместе с командой завоевал бронзовые медали. В 6 матчах Филппула набрал три очка (3+0). Две из трёх своих шайб финн забросил в пустые ворота — в четвертьфинале против Чехии (2:0) и в матче за третье место против Словакии (5:3).
По окончании сезона 2012/13 в НХЛ не смог договориться о заключении нового контракта с «Ред Уингз» и на правах неограниченно свободного агента подписал 5-летнее соглашение с «Тампой-Бэй Лайтнинг» на сумму 25 млн долларов.
На чемпионате мира 2012 года в Финляндии и Швеции Филппула стал самым результативным игроком турнира в своей команде, заработав 10 очков (4+6).
В дедлайн сезона 2016/17 Филппула был обменян в «Филадельфию Флайерз» на Марка Штрайта, к тому же «лётчики» получили выборы в 4-м и 7-м раундах драфта 2017 года.
Летом 2018 года Филппула подписал однолетний контракт на 2,75 млн долларов с «Нью-Йорк Айлендерс».
В сезоне 2019/20 вернулся в «Ред Уингз», за которых отыграл ещё два года. За два сезона сыграл 108 матчей и набрал 36 очков (12+24).
В сезоне 2019/20 сыграл свой 1000-й матч в НХЛ. Вальттери Филппула стал восьмым в истории финном, который достиг этой отметки после Теему Селянне, Теппо Нумминена, Яри Курри, Олли Йокинена, Саку Койву, Киммо Тимонена и Микко Койву.
Всего за карьеру в НХЛ провёл 1056 матчей и набрал 530 очков (197+333). В плей-офф в 166 матчах набрал 86 очков (25+61).
В сезоне 2021/22 37-летний финн выступал за клуб Швейцарской национальной лиги «Женева-Серветт». В 48 матчах набрал 47 очков (19+28).
Был знаменосцем сборной Финляндии на церемонии открытия зимних Олимпийских игр 2022 года. В 6 матчах на турнире набрал два очка (0+2) и помог сборной впервые выиграть олимпийское золото. Филппула стал первым в истории финном, который вошёл в «Тройной золотой клуб».
В сезоне 2022/23 набрал 51 очко (17+34) в 46 матчах регулярного сезона за «Женеву-Серветт» и поделил 4-е место в списке лучших бомбардиров сезона. «Женева-Серветт», в состав которой вернулся швед Линус Умарк, заняла первое место в регулярном сезоне. В плей-офф набрал 13 очков (1+12) в 18 матчах и помог своему клубу впервые стать чемпионом. В сезоне 2023/24 набрал 33 очка (11+22) в 51 матче. В плей-офф набрал 1 очко (0+1) в 2 играх. В середине марта 2024 года стало известно, что Фильппула покидает «Женеву-Серветт».
В сезоне 2024/25 выступал за родной «Йокерит». Всего за сезон он набрал 56 (23+33) очков за 57 матчей.
29 апреля 2025 года объявил о завершении карьеры.

## Статистика
| Легенда | Легенда                    | Легенда | Легенда                   | Легенда | Легенда    |
| ------- | -------------------------- | ------- | ------------------------- | ------- | ---------- |
| И       | Количество проведённых игр | Штр     | Штрафное время            | +/−     | Плюс-минус |
| Г       | Голы                       | П       | Голевые передачи          | О       | Очки       |
| -       | Статистика неизвестна      | —       | Статистика не учитывалась |         |            |